# Witoszyn (województwo lubuskie)
Witoszyn (niem. Hartmannsdorf) – wieś w Polsce położona w województwie lubuskim, w powiecie żagańskim, w gminie Wymiarki. Leży w północnej części Borów Dolnośląskich.
W latach 1945–54 siedziba gminy Witoszyn. W latach 1975–1998 miejscowość należała administracyjnie do województwa zielonogórskiego.

## Zabytki
Do wojewódzkiego rejestru zabytków wpisane są:
- kościół parafialny pod wezwaniem św. Michała Archanioła z XIV, gruntownie przebudowany w XVI wieku. Budowla murowana z kamienia i rudy darniowej, wewnątrz zdekompletowany późnogotycki tryptyk. Świątynię otacza kamienny mur z bramką ostrołukową[5]
- kościół ewangelicki z połowy XIX wieku
- dawna plebania, obecnie leśniczówka, z początku XIX wieku
- wiatrak holender z 1852 roku.

## Demografia
Liczba mieszkańców miejscowości w poszczególnych latach:
| Rok  | Ilość mieszkańców |
| ---- | ----------------- |
| 1998 | 932               |
| 2002 | 865               |
| 2009 | 708               |
| 2011 | 839               |
| 2021 | 733               |